# 松原八幡神社

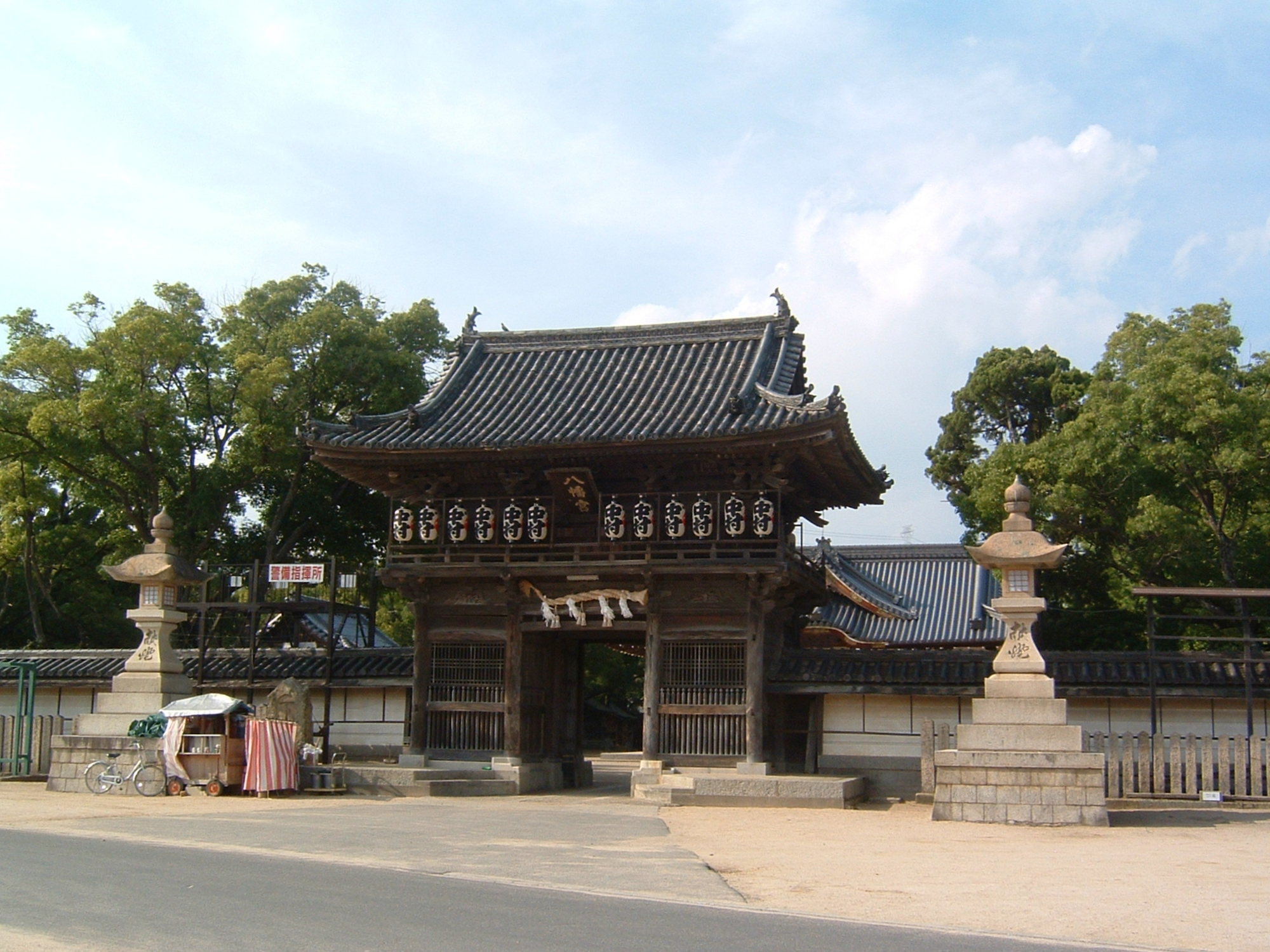
随神門（2008年9月4日）

松原八幡神社（まつばらはちまんじんじゃ）は、兵庫県姫路市にある神社（八幡宮）。
旧社格は県社。秋季例大祭は灘のけんか祭りの通称で知られる。

## 祭神
- 中殿　品陀和気命（ほんだわけのみこと） （応神天皇）
- 左殿　息長足姫命（おきながたらしひめのみこと） （神功皇后）
- 右殿　比咩大神（ひめおおかみ） （比咩三神）

## 歴史
社伝によると、天平宝字7年（763年）4月11日、妻鹿の漁師が「八幡大菩薩」と書かれた霊木を拾い上げ、その霊木を祀ったことを起源とし、宇佐神宮の勧請としている。
平安時代には松原荘が石清水八幡宮の社領となり、その別宮となっていた。
弘安10年（1287年）春、遊行途中の一遍が参詣し、時衆たちに「別願和讃」を示した（『一遍聖絵』）。

## 文化財
姫路市指定有形文化財（建造物）
- 楼門（随神門）- 延宝7年（1679年）建立（昭和51年3月23日指定）

兵庫県指定重要無形民俗文化財
- 松原八幡神社秋季例祭風流（灘のけんか祭り） - 平成4年10月3日に姫路市の無形民俗文化財、平成18年3月3日に兵庫県の無形民俗文化財に指定。

兵庫県指定有形文化財（工芸品）
- 打刀拵（うちがたなこしらえ）1振　附:刀身 1口 - 桃山時代（昭和51年3月23日指定）、姫路市立美術館へ寄託

## 例祭
- 厄除大祭　2月18日,19日
- 祇園祭　　7月6日
- 夏祭り　　7月14日
- 八幡祭り　9月15日
- 秋季例大祭（灘のけんか祭り）　10月14日（宵宮）,15日（本宮）

## 交通
- 山陽電鉄本線白浜の宮駅下車

普段は朝夕以外は普通しか停車しない無人駅だが、秋季例大祭の日には直通特急や特急が臨時停車し、駅員も配置される。